# Войток Григорій Андрійович
Григорій Андрійович Войток (нар. 19 січня 1952, Осовець, Бобровицький район, Чернігівська область) — український журналіст і письменник.

## Освіта
В 1967 році закінчив Осовецьку восьмирічку, а в 1969 — Озерянську середню школу.
Без відриву від роботи одержав диплом журналіста в Київському державному університеті імені Т. Г. Шевченка і диплом юриста з відзнакою Бобровицького радгоспу-технікуму.

## Трудова діяльність і творчість
Працював у місцевому колгоспі і кількох підприємствах райцентру.
Був робсількором районної газети «Жовтнева зоря». В 1983 році прийнятий на постійну роботу — кореспондентом цієї газети. Через два місяці очолив сільськогосподарський відділ редакції, потім був призначений заступником редактора.
Публікувався в обласних газетах, а також республіканських — «Радянська Україна» і «Молодь України».
В 1998 році заснував і очолив телерадіокомпанію «Обрій» у м. Бобровиця Чернігівської області. В березні 1999 року вперше вийшли в ефір.
У 2012 опублікував книжку «Тернистий шлях благородної справи» — про Майнівський (потім Бобровицький) зооветеринарний технікум.
В 2016 роман Григорія Войтка «Безбатченки» вийшов друком у чернігівському видавництві "ПАТ "ПВК «Десна». Презентація роману відбулася 9 квітня 2016 в Києві.
У 2018 році Журі Міжнародної літературної премії імені Григорія Сковороди «Сад божественних пісень» нагородило цією престижною відзнакою заступника генерального директора ТОВ «Земля і воля» Григорія Андрійовича Войтка — за плідну багаторічну діяльність в галузі літератури і публіцистики.
У 2019 році побачило світ нове видання — «Безбатченки. Книга II». У дилогії досліджується подальша доля безбатченків післявоєнної доби і «байстрюків від влади», котрі уособлюють собою справді національну наволоч — бездушну в своєму маніакальному прагненні наживи, цинічну та продажну; заздрісно-малоосвічених людців, лихих казнокрадів, доморощених «яничарів».

## Громадська діяльність
Обирався на громадських засадах головою райкому профспілки працівників культури, куди входила профспілкова організація редакції газети.
В 1986 році був прийнятий у Спілку журналістів СРСР. Нині — член Національної спілки журналістів України.

## Відзнаки
За журналістську роботу нагороджений срібною і бронзовою медалями ВДНГ СРСР, почесними знаками ВДНГ УРСР, Золотою медаллю української журналістики.
Лауреат ХІ Міжнародного фестивалю журналістів «Золотий передзвін Придесення» в номінації «Найкращий керівник електронних ЗМІ» (2011).
Лауреат Міжнародної літературної премії імені Григорія Сковороди «Сад божественних пісень» (2018).
Лауреат Всеукраїнської літературно-мистецької премії «Київська книга року» у номінації "Література у галузі документальної журналістики" (2024).